# Mycket sammansatt tal
| Ordning | {\displaystyle n} | Primtalsfaktorisering                                  | Antal delare av {\displaystyle n} |
| ------- | ----------------- | ------------------------------------------------------ | --------------------------------- |
| 1       | 1                 |                                                        | 1                                 |
| 2       | 2                 | {\displaystyle 2}                                      | 2                                 |
| 3       | 4                 | {\displaystyle 2^{2}}                                  | 3                                 |
| 4       | 6                 | {\displaystyle 2\cdot 3}                               | 4                                 |
| 5       | 12                | {\displaystyle 2^{2}\cdot 3}                           | 6                                 |
| 6       | 24                | {\displaystyle 2^{3}\cdot 3}                           | 8                                 |
| 7       | 36                | {\displaystyle 2^{2}\cdot 3^{2}}                       | 9                                 |
| 8       | 48                | {\displaystyle 2^{4}\cdot 3}                           | 10                                |
| 9       | 60                | {\displaystyle 2^{2}\cdot 3\cdot 5}                    | 12                                |
| 10      | 120               | {\displaystyle 2^{3}\cdot 3\cdot 5}                    | 16                                |
| 11      | 180               | {\displaystyle 2^{2}\cdot 3^{2}\cdot 5}                | 18                                |
| 12      | 240               | {\displaystyle 2^{4}\cdot 3\cdot 5}                    | 20                                |
| 13      | 360               | {\displaystyle 2^{3}\cdot 3^{2}\cdot 5}                | 24                                |
| 14      | 720               | {\displaystyle 2^{4}\cdot 3^{2}\cdot 5}                | 30                                |
| 15      | 840               | {\displaystyle 2^{3}\cdot 3\cdot 5\cdot 7}             | 32                                |
| 16      | 1260              | {\displaystyle 2^{2}\cdot 3^{2}\cdot 5\cdot 7}         | 36                                |
| 17      | 1680              | {\displaystyle 2^{4}\cdot 3\cdot 5\cdot 7}             | 40                                |
| 18      | 2520              | {\displaystyle 2^{3}\cdot 3^{2}\cdot 5\cdot 7}         | 48                                |
| 19      | 5040              | {\displaystyle 2^{4}\cdot 3^{2}\cdot 5\cdot 7}         | 60                                |
| 20      | 7560              | {\displaystyle 2^{3}\cdot 3^{3}\cdot 5\cdot 7}         | 64                                |
| 21      | 10080             | {\displaystyle 2^{5}\cdot 3^{2}\cdot 5\cdot 7}         | 72                                |
| 22      | 15120             | {\displaystyle 2^{4}\cdot 3^{3}\cdot 5\cdot 7}         | 80                                |
| 23      | 20160             | {\displaystyle 2^{6}\cdot 3^{2}\cdot 5\cdot 7}         | 84                                |
| 24      | 25200             | {\displaystyle 2^{4}\cdot 3^{2}\cdot 5^{2}\cdot 7}     | 90                                |
| 25      | 27720             | {\displaystyle 2^{3}\cdot 3^{2}\cdot 5\cdot 7\cdot 11} | 96                                |
| 26      | 45360             | {\displaystyle 2^{4}\cdot 3^{4}\cdot 5\cdot 7}         | 100                               |

Inom matematiken är ett mycket sammansatt tal ett positivt heltal med fler delare än något lägre positivt heltal.
De första tjugosex mycket sammansatta talen listas i tabellen till höger.
Följden av mycket sammansatta tal (talföljd A002182 i OEIS) är en delmängd av följden av minsta tal k med exakt n delare (talföljd A005179 i OEIS).
Det finns ett oändligt antal mycket sammansatta tal. För att bevisa detta faktum, antag att n är ett godtyckligt mycket sammansatt tal. 2n har alltid fler delare än n (alla delare till n, n självt  och 2n självt är delare till 2n) och något tal större än n men mindre än 2n är också ett mycket sammansatt tal.
Grovt räknat, för att ett tal ska kunna vara ett mycket sammansatt tal måste det ha så små primtalsfaktorer som möjligt, men inte alltför många av samma sort. Om vi bryter ner ett tal n i primtalsfaktorerna så här:
{\displaystyle n=p_{1}^{c_{1}}\times p_{2}^{c_{2}}\times \cdots \times p_{k}^{c_{k}}\qquad (1)}
där {\displaystyle p_{1}<p_{2}<\cdots <p_{k}} är primtal och exponenterna {\displaystyle c_{i}} är positiva heltal så är antalet delare för n exakt
{\displaystyle (c_{1}+1)\times (c_{2}+1)\times \cdots \times (c_{k}+1).\qquad (2)}
Därför, för n sig vara ett mycket sammansatt tal, gäller det att
- k givet primtal pi  måste vara just de k första primtalen (2, 3, 5, …); om inte, kan vi ersätta ett av de givna primtalen med ett mindre primtal, och på så sätt få ett mindre tal än n med samma delarantal (exempelvis kan 10 = 2 × 5 ersättas med 6 = 2 × 3; men båda har fyra delare);
- Följden av exponenter ska inte vara ökande, det är {\displaystyle c_{1}\geq c_{2}\geq \cdots \geq c_{k}}; annars skulle vi genom att byta två exponenter återigen få ett mindre tal n med samma delarantal som n (exempelvis kan 18 = 21 × 32 ersättas med 12 = 22 × 31; båda har sex delare).

Dessutom (utom i två specialfall, nämligen n = 4 och n = 36) måste den sista exponenten ck vara lika med 1. Att säga att följden av exponenterna är icke-ökande är ekvivalent med att säga att ett mycket sammansatt tal är en produkt av primfakulteter. Eftersom primtalsfaktoriseringen av ett mycket sammansatt tal använder alla de k första primtalen är alla mycket sammansatta tal även praktiska tal.
Mycket sammansatta tal högre än 6 är även ymniga tal. Man behöver bara titta på de tre eller fyra högsta delarna av ett visst mycket sammansatt tal för att konstatera detta faktum. Det är falskt att alla mycket sammansatta tal även är Harshadtal i basen 10. Det första mycket sammansatta tal som inte är Harshadtal är 245044800, som har siffersumman 27, men 245044800 är inte jämnt delbart med 27.
Många mycket sammansatta tal används i historiska måttsystem, och används vanligtvis i ritningar, på grund av deras enkla användning med bråk.
Om Q(x) betecknar antalet mycket sammansatta tal mindre än eller lika med x så finns det två konstanter a och b, som båda är större än 1, sådana att
{\displaystyle \ln(x)^{a}\leq Q(x)\leq \ln(x)^{b}\,.}
Den första parten av olikheten bevisades av Paul Erdős år 1944 och den andra parten bevisades av Jean-Louis Nicolas år 1988. Vi har
{\displaystyle 1.13862<\liminf {\frac {\log Q(x)}{\log \log x}}\leq 1.44\ }
och
{\displaystyle \limsup {\frac {\log Q(x)}{\log \log x}}\leq 1.71\ .}

## Exempel
| Det mycket sammansatta talet 10 080 10080 = (2 × 2 × 2 × 2 × 2) × (3 × 3) × 5 × 7 Enligt (2) ovan har 10080 exakt 72 delare.                                                                      |          |          |           |          |          |
| 1 × 10080 | 2 × 5040 | 3 × 3360 | 4 × 2520  | 5 × 2016 | 6 × 1680 |
| 7 × 1440 | 8 × 1260 | 9 × 1120 | 10 × 1008 | 12 × 840 | 14 × 720 |
| 15 × 672 | 16 × 630 | 18 × 560 | 20 × 504  | 21 × 480 | 24 × 420 |
| 28 × 360 | 30 × 336 | 32 × 315 | 35 × 288  | 36 × 280 | 40 × 252 |
| 42 × 240 | 45 × 224 | 48 × 210 | 56 × 180  | 60 × 168 | 63 × 160 |
| 70 × 144 | 72 × 140 | 80 × 126 | 84 × 120  | 90 × 112 | 96 × 105 |
| Anm: Tal i fetstil är mycket sammansatta tal själva. Endast den tjugonde mycket sammansatta talet 7560 (= 3 × 2520) är frånvarande. 10080 är ett så kallat 7-slätt tal (talföljd A002473 i OEIS). |          |          |           |          |          |

Det 15 000:e mycket sammansatta talet finns på Achim Flammenkamps officiella webbplats. Det är en produkt av 230 primtal:
{\displaystyle a_{0}^{14}a_{1}^{9}a_{2}^{6}a_{3}^{4}a_{4}^{4}a_{5}^{3}a_{6}^{3}a_{7}^{3}a_{8}^{2}a_{9}^{2}a_{10}^{2}a_{11}^{2}a_{12}^{2}a_{13}^{2}a_{14}^{2}a_{15}^{2}a_{16}^{2}a_{17}^{2}a_{18}^{2}a_{19}a_{20}a_{21}\cdots a_{229},}
där {\displaystyle a_{n}} är följden av på varandra följande primtal, och alla utelämnade termer (a22 till a228) är faktorer med exponenter lika med 1 (det vill säga talet är {\displaystyle 2^{14}\times 3^{9}\times 5^{6}\times \cdots \times 1451}).

## Primtalsfaktor-delmängder
För alla mycket sammansatt tal, om man tar någon delmängd av primtalsfaktorerna för detta tal och deras exponenter, kommer det resulterande talet ha fler delare än något mindre tal som använder samma primtalsfaktorer. Till exempel, för det mycket sammansatta talet 720 = 24 × 32 × 5, kan det säkerställas att
- 144 = 24 × 32 har fler delare än något mindre tal som bara har primtalsfaktorerna 2 och 3
- 80 = 24 × 5 har fler delare än något mindre tal som har bara primtalsfaktorerna 2 och 5
- 45 = 32 × 5 har fler delare än något mindre tal som har bara primtalsfaktorerna 3 och 5

Om detta var sant för något särskilt mycket sammansatt tal och delmängd av primtalsfaktorer, kan vi ersätta den mängden primtalsfaktorer och exponenter för det mindre talet med samma primtalsfaktorer och få ett mindre tal med minst lika många delare.
Denna egenskap är användbar för att hitta mycket sammansatta tal.